# 이형복
이형복(李亨復, 1753년-1798년)은 조선 후기의 무신으로 통덕랑(通德郞) 이득현(李得賢)의 장남이다.

## 생애
조선 후기의 무신으로 본관은 전주, 휘는 형복(亨復), 자는 양중(陽仲)이다. 증 대사헌 이홍서(李弘遾)의 증손이고, 은산현감(行殷山縣監) 증 호조참판(戶曹參判) 이재악(李載岳)의 손자이다. 아버지는 통덕랑(通德郞) 이득현(李得賢)이다.
부인은 남양인(南陽人) 홍길인(洪吉人)의 딸로 숙부인 남양홍씨(淑夫人 南陽洪氏)이다.
통덕랑 득현의 장남으로 1753년(영조 29) 5월 16일 탄생하여 1784년(정조 8) 갑진(甲辰) 무과(武科) 정시(庭試) 병과(丙科)에 급제하였다.
1785년(정조 9) 선전관(宣傳官)에 제수되고, 1786년(정조 10) 정조가 인정문(仁政門)에 나아가 조참(朝參)을 행할 때 "선전관 이형복(李亨復)의 소회에서 아뢰길, “선천(宣薦)의 법의가 얼마나 엄중합니까. 그런데 근래에는 법이 오래되자 해이해져서 매번 천거할 때를 당하여 분란한 폐단이 한두 가지가 아닙니다. 월천되어야 할 자가 누락되거나 월천되어서 안 되는 자가 월천되기도 하여 참으로 청선(淸選)의 본의가 없으니 이것은 무슨 까닭이겠습니까. 해마다 두 차례의 월천에 제한이 없고 월천될 만한 사람은 갈수록 없기 때문에 월천되어서 안 되는 자가 이렇게 해당자가 없는 틈에 요행히 월천에 참여할 수 있습니다. 먼 지방의 미천한 부류가 가깝게 지내는 한두 선전관이 있기라도 한다면 번번이 모두 월천되려는 마음을 품어 이리저리 힘을 쓰고 온갖 방법으로 도모하여 끝내 월천에 참여하니 이것을 어찌 엄중한 천법(薦法)이라고 하겠습니까. 앞으로는 해마다 두 차례 월천하는 법을 혁파하고 괴원(槐院)에 분관하는 예에 의거하여 매번 과방을 낸 뒤에 지벌이 높은 자를 택하여 전수 월천하고 나머지 합당하지 않은 자는 부장청(部將廳)에 보내어 찾아서 월천하게 하기를 선천과 똑같이 하고, 또 부장천(部將薦)에도 합당하지 않은 자가 있으면 또 수문장청(守門將廳)에 이송하여 월천하게 한다면 반드시 해마다 분란을 일으키는 폐단이 없을 것입니다. 상, 중, 하의 3단계로 분별한 뒤에는 미천한 부류도 사심을 품을 수 없을 것이고, 선전관들도 안에서 나쁜 선례를 만들지 않을 것입니다. 장신들에게 하문하여 변통할 수 있게 하소서.”하여, 정조가 비답하기를, “경장에 관계되는 일이니 병판으로 하여금 장신과 의논하여 이치를 따져 품처하게 하겠다.”하였다.
1787년(정조 11) 선전관의 소포(小布)에 입격할 때 통개(筒箇), 장편전(長片箭), 전죽을 차등 있게 시상받고, 이해 6월 25일 훈련주부(訓鍊主簿)에 제수되었다가 이해 12월 7일 다시 선전관(宣傳官)에 제수되었다.
1788년(정조 12) 훈련첨정(訓鍊僉正)에 제수되었다가 이해 6월 23일 도총경력(都摠經歷)에 제수되었다. 이해 12월 20일 훈련부정(訓鍊副正)에 제수되었다.
1789년(정조 13) 무2소 참식관(武二所 參試官)에 임명받고, 이해 6월 20일 초계군수(草溪郡守)에 제수되었다.
1790년(정조 14) 통우후(統虞候)에 제수되고, 1791년(정조 15) 충익장(忠翊將)에 제수되었다.
1792년(정조 16) 오위장(五衛將)에 제수되고, 1793년(정조 17) 첨지중추부사(僉知中樞府事)에 단부되었다가 이해 6월 5일 오위장(五衛將)을 역임하였다.
1794년(정조 18) 사복장(司僕將)을 겸(兼)하고, 이해 12월 23일 성진첨사(城津僉使)를 거쳐 통훈대부(通訓大夫) 진주진관병마첨절제사(晋州鎭管兵馬僉節制使)를 역임하였다.
1796년(정조 20) 부호군(副護軍)을 역임하고, 1797년(정조 21) 훈련국별장(訓鍊局別將)을 지내고, 1798년(정조 22) 2월 4일 향년 46세로 별세하여 양주 괘현리 유좌로 장사지냈다.

## 가족관계
- 증조부 : 이홍서(李弘遾)
- 조부 : 이재악(李載岳)
- 아버지 : 이득현(李得賢)
- 부인 : 숙부인 남양홍씨(淑夫人 南陽洪氏), 남양인(南陽人) 홍길인(洪吉人)의 딸.